# Семёнов, Виктор Николаевич (биатлонист)
Виктор Николаевич Семёнов (род. в мае 1957) — советский биатлонист, бронзовый призёр чемпионата мира (1982), участник Кубка мира, двукратный призёр чемпионатов мира среди юниоров, чемпион (1980) и неоднократный призёр чемпионатов СССР. Мастер спорта СССР международного класса (1979).

## Биография
Начинал заниматься лыжными гонками в Перми, становился призёром юношеских соревнований. В 1976 году перебрался в Минск и перешёл в биатлон по рекомендации тренера Владимира Александровича Карчевского. Выступал за спортивное общество «Динамо» и город Минск.
Выиграв летние юниорские всесоюзные соревнования в 1976 году, был включён в юниорскую сборную СССР.
Принимал участие в двух чемпионатах мира среди юниоров, в 1977 году в Вингроме (Лиллехаммер) и в 1978 году в Хохфильцене. На обоих турнирах в личных видах не попадал в призы, а в эстафетах дважды становился серебряным призёром — в 1977 году вместе с Алексеем Юлиным и Сергеем Левинским, а в 1978 году — вместе с Владимиром Артемьевым и Андреевым (по другим данным, Владимиром Аликиным).
Также сообщается, что становился призёром других всемирных юниорских соревнований — в 1977 году в финской Курикке, вероятно по малокалиберному биатлону[уточнить]. В 1978 году в Рупольдинге победил в спринте и индивидуальной гонке среди юниоров, соревнования проходили в рамках дебютного этапа взрослого Кубка мира.
В 1978 году стал победителем индивидуальной гонки на соревнованиях «Ижевская винтовка».
На чемпионате СССР 1980 года стал победителем в эстафете в составе сборной «Динамо» вместе со своим земляком А. Морозовым, а также Владимиром Введенским и Владимиром Барнашовым. В том же сезоне выиграл бронзовые медали чемпионата страны в индивидуальной гонке. В 1981 году стал вторым в индивидуальной гонке и третьим — в эстафете.
В сборную СССР призывался с сезона 1977/78. В феврале 1978 года стартовал в эстафете на этапе Кубка мира в Антерсельве в составе второй сборной СССР, занял четвёртое место. В марте 1978 года стал седьмым в спринте на этапе в Мурманске. В сезоне 1978/79 участвовал в «предолимпийской неделе» в Лейк-Плэсиде, не входившей в календарь Кубка мира.
Принимал участие в чемпионате мира 1982 года, проходившем в Раубичах под Минском. Стартовал в двух дисциплинах — в индивидуальной гонке занял седьмое место, став лучшим из советских спортсменов, а в эстафете вместе с Владимиром Аликиным, Владимиром Барнашовым и Анатолием Алябьевым завоевал бронзовые медали.
После чемпионата мира 1982 года завершил спортивную карьеру. Во второй половине 1980-х годов работал тренером, среди его воспитанников — биатлонист сборной Беларуси Олег Рыженков. После распада СССР ушёл из спорта, занимался бизнесом и работал в разных отраслях.
По состоянию на 2017 год работает охранником в магазине в Минске